# Bristol Buckmaster
El Bristol Buckmaster fue un avión de entrenamiento avanzado británico operado por la Real Fuerza Aérea durante la década de 1950.

## Diseño y desarrollo
En 1945 existía una seria brecha en el rendimiento entre los llamados entrenadores avanzados en uso, como el Avro Anson, el Airspeed Oxford, el Bristol Blenheim de doble control y el Lockheed Hudson, y los aviones de combate que se esperaba que los pilotos volaran al graduarse.
La respuesta de la compañía Bristol a la Especificación T.13/43 del Ministerio del Aire fue el Type 166, que se basaba en el Buckingham con un nuevo fuselaje frontal más ancho para permitir asientos lado a lado para un instructor y un alumno, y espacio para un operador de radio. También se retiraron todo el armamento, blindaje y equipo militar.
El Buckmaster era un avión bimotor de ala media, propulsado a hélice. El tren de aterrizaje retráctil era de configuración convencional (rueda de cola). Los motores radiales estaban equipados con hélices de cuatro palas.
Dos Buckingham parcialmente completados fueron convertidos en prototipos; el primero voló el 27 de octubre de 1944. Los conjuntos de componentes de Buckingham sin utilizar se aprovecharon para producir 110 aviones, que se entregaron en 1945 y 1946.

## Historia operacional
Todos los aviones de producción estaban destinados a servir como aviones de entrenamiento para el Brigand de fabricación similar. En el momento de su introducción fue considerado "el avión de entrenamiento de mayor rendimiento de la RAF". Se podía realizar instrucción de vuelo a ciegas y entrenamiento con instrumentos, siendo la tripulación normal la compuesta por piloto, instructor y operador de radio. Los últimos Buckmaster del Mando de Entrenamiento sirvieron con la OCU No. 238 en Colerne hasta mediados de los años cincuenta; la transferencia de uno o dos a Filton para realizar trabajos experimentales marcó su retiro aproximadamente por la misma época.

## Operadores
Reino Unido
- Real Fuerza Aérea

## Especificaciones
Referencia datos: Jane's Fighting Aircraft of World War II

### Características generales
- Tripulación: Tres (alumno, piloto y radio operador)
- Longitud: 14,3 m (46,8 ft)
- Envergadura: 21,9 m (71,8 ft)
- Altura: 5,4 m (17,6 ft)
- Superficie alar: 65,8 m² (708,3 ft²)
- Peso vacío: 10 433 kg (22 994,3 lb)
- Peso máximo al despegue: 17 324 kg (38 182,1 lb)
- Planta motriz: 2× motor radial de 18 cilindros de válvulas de camisa refrigerado por aire Bristol Centaurus VII.
  - Potencia: 1800 kW (2482 HP; 2448 CV) cada uno.
- Hélices: 1× Rotol de cuatro palas de velocidad constante por motor.

### Rendimiento
- Velocidad máxima operativa (Vno): 566 km/h (352 MPH; 306 kt) a 3700 m (12 000 pies)
- Velocidad crucero (Vc): 523 km/h (325 MPH; 282 kt) a 5500 m (18 000 pies) (mezcla débil)
- Alcance: 3200 km (1728 nmi; 1988 mi) [5]
- Techo de vuelo: 9100 m (29 856 ft)
- Régimen de ascenso: 11,4 m/s (2244 ft/min)

## Aeronaves relacionadas

### Desarrollos relacionados
- Bristol Buckingham

### Aeronaves similares
- Lockheed Hudson
- Avro Anson
- Airspeed Oxford
- Bristol Blenheim

### Secuencias de designación
- Secuencia Numérica (interna de Bristol): ← 163 - 164 - 165 - 166 - 167 - 170 - 171 →